# Самаведа
Са́ма-ве́да (санскр. सामवेद, sāmaveda IAST, походить від санскр. सामन्, sāman IAST, «ритуальний спів» і санскр. वेद, veda IAST,"знання") — третя в звичайному порядку нумерації з чотирьох Вед.
За святістю та значенням для ритуалу «Сама-веда», або «Веда піснеспівів», йде відразу ж після Рігведи. Її Самхіта, або метричний текст, складається переважно з гімнів, які співалися священиками-удгатарами під час важливих жертвопринесень, в яких на честь різних богів відбувалися зливання соми, очищеної і змішаного з молоком та іншими інгредієнтами. «Сама-веда», можливо, була складена близько 1300 до н. е.
Збірка складена з гімнів, частин гімнів і окремих віршів, взятих переважно з «Ріг-веди», перемішаних та розставлених без зв'язку зі своїм початковим порядком, щоб краще підходити до релігійних церемоній в яких вони повинні були використовуватися. Вірші призначені не для простого читання, а для співу на спеціально позначені мелодії з використанням семи нот. Такі пісні називаються саманом, і в цьому сенсі «Сама-веда» — дійсно книга гімнів.
У гімнах часто зустрічаються відмінності від текстів «Ріг-веди» — іноді важливі, іноді незначні. Деякі по суті є явно поясненнями і, можливо, старші та ближчі до першооснови, ніж варіант «Ріг-Веди». При співі ці вірші все ж змінюються через продовження, повторення і вставки складів, різних модуляцій, пауз і інших модифікацій, приписаних ганами, або Книгами пісень. Два таких керівництва, Грамагеягана (Gramageyagana), або «Зібрана», і Араньягана (Aranyagana), або «Лісова книга пісень», слідують порядку віршів першої частини Самгіти, а два інших, Ухагана і Ухагаяна, — другій. Ця частина більш зв'язна, ніж перша, і організована переважно триплетами, в яких перший вірш — часто повторення вірша, що з'являвся в першій частині.
«Сама-веда» збереглася повністю в одній шакхі (редакції), Каутхуме, у другій шакхі — Джайміні, або Талавакара, вона збереглася частково, у вигляді Джайміні-Самгіти. У Джайміні шакхі також існують Джайміні-брахмана, Джайміні-упанішад-брахмана (Jaiminiya Upanishad Brahmana) і Кена-упанішада.
Спочатку існувала тисяча шакх «Сама-веди», імена деяких:
- Ранаяна (Ranayana)
- Шатьямукхья (Shatyamukhya)
- Вьяса (Vyasa)
- Бхагурі (Bhaguri)
- Оулунді (Oulundi)
- Гоулгулві (Goulgulvi)
- Бхануман-оупамаява (Bhanuman-oupamayava)
- Карат (Karati)
- Машака Гарг (Mashaka Gargya)
- Варсгагавья (Varsgagavya)
- Кутум (Kuthuma)
- Сгакугітра (Sgakugitra)
- Джайміні (Jaimini)

Оскільки «Сама-веда» записана віршами, її можна співати. Доктором Мрідула Кирті був зроблений поетичний переклад «Сама-веди» на гінді, що має назву «Samveda Ka Hindi Padyanuvad».